# الحصون (الريدة)

تعديل مصدري - تعديل

الحصون هي إحدى قرى عزلة الريدة وقصيعر بمديرية الريدة وقصيعر التابعة لمحافظة حضرموت، بلغ تعداد سكانها 265 نسمة حسب تعداد اليمن لعام 2004.